# Christian Ruud
Christian Ruud (Oslo, 24 de agosto de 1972) es un ex tenista profesional noruego y padre del tenista Casper Ruud. Su mejor ranking individual fue el n.º 39 alcanzado el 9 de octubre de 1995.